# Vikram Bhatt
Pour les articles homonymes, voir Bhatt (homonymie).
Vikram Bhatt est un réalisateur, producteur et scénariste indien né le 27 janvier 1969 en Inde.

## Filmographie
- 1992 : Jaanam - réalisation
- 1994 : Madhosh - réalisation
- 1995 : Guneghar - réalisation
- 1996 : Fareb - réalisation
- 1996 : Dastak de Mahesh Bhatt - scénario
- 1996 : Bambai Ka Babu - réalisation
- 1998 : Ghulam - réalisation
- 2001 : Kasoor - réalisation
- 2002 : Raaz - réalisation
- 2002 : Aap Mujhe Achche Lagne Lage - réalisation
- 2002 : Awara Paagal Deewana - réalisation
- 2003 : Footpath - réalisation
- 2003 : Inteha - réalisation
- 2004 : Aetbaar - réalisation et histoire
- 2005 : Elaan - réalisation et scénario
- 2005 : Jurm - réalisation
- 2005 : Deewane Huye Paagal - réalisation
- 2006 : Ankahee - réalisation et scénario
- 2007 : Red : The dark side - réalisation
- 2007 : Fear - réalisation
- 2007 : Speed - réalisation
- 2007 : Life Mein Kabhie Kabhiee - réalisation
- 2008 : 1920 - réalisation et scénario
- 2010 : Shaapit: The Cursed - réalisation et scénario
- 2011 : Haunted - réalisation et production
- 2012 : Dangerous Ishhq - réalisation
- 2012 : Raaz 3 - réalisation
- 2014 : Creature 3D - réalisation